# Rio Quaraí
Der Rio Quaraí (spanisch: Río Cuareim) ist ein im Süden Brasiliens sowie im Nordosten Uruguays gelegener Fluss.
Der linksseitige Nebenfluss des Río Uruguay, in den er nach zurückgelegtem Höhenunterschied von 326 Meter mündet, entspringt in der Cuchilla de Santa Ana. Er bildet auf seinem 351 km langen Verlauf nach Westen teilweise die Grenze zwischen dem brasilianischen Bundesstaat Rio Grande do Sul und dem im Norden Uruguays gelegenen Departamento Artigas.
Die Größe seines Einzugsgebiets beträgt 14.865 km², wovon 8.258 (55,6 %) auf uruguayischem und die restlichen 6607 km ² (44,4 %) auf brasilianischem Gebiet liegen. An seinen Ufern liegen die Städte Quaraí und Artigas.

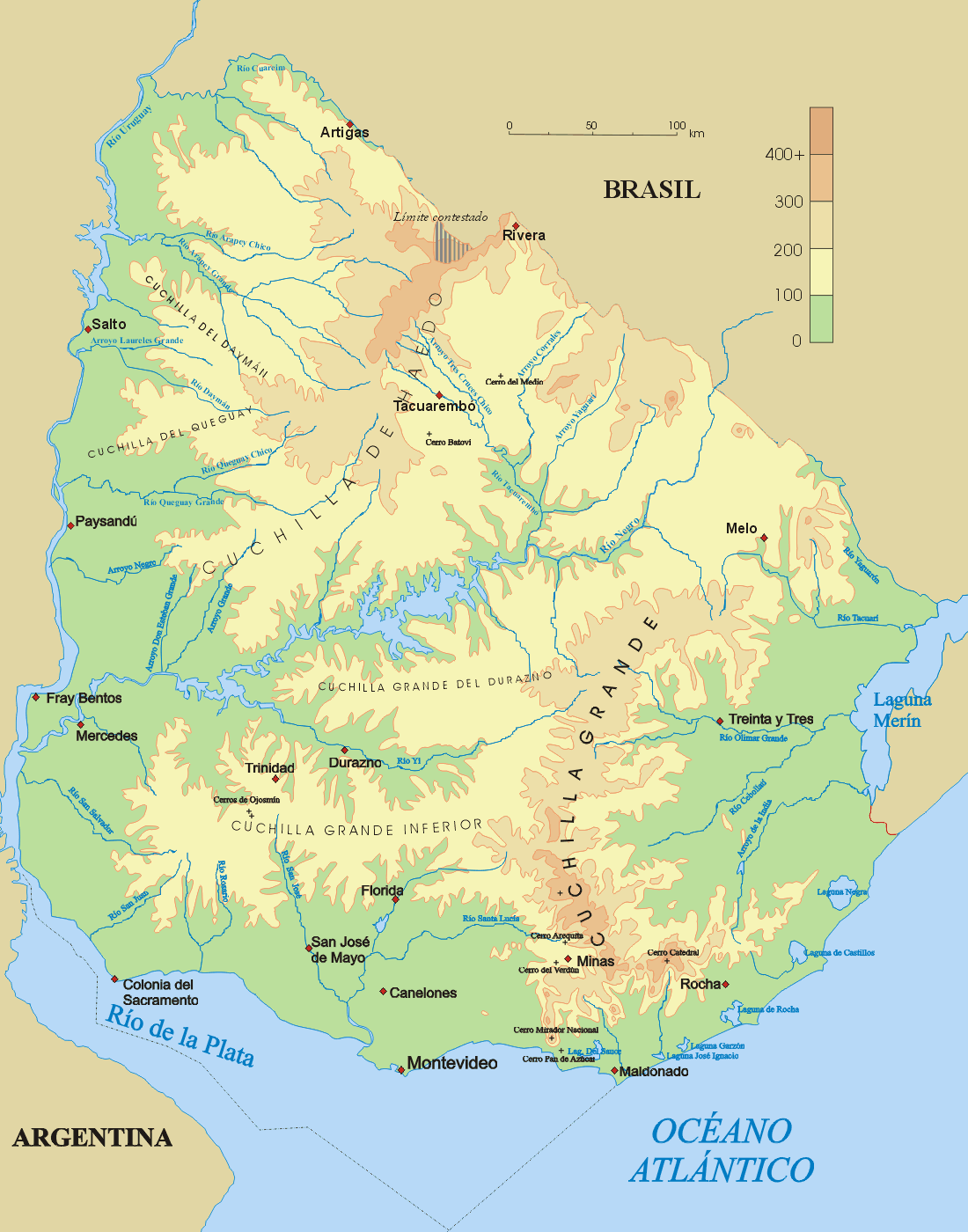
Karte mit Verlauf des Flusses

## Grenzstreitigkeiten
Der Rio Quaraí ist nach wie vor Gegenstand bislang ungelöster Grenzstreitigkeiten zwischen den Nachbarländern Uruguay und Brasilien. Dabei geht es um die Gebiete des Arroyo de la Invernada einschließlich des Rincón de Artigas am Rio Quaraí, sowie die Inseln im Mündungsgebiet Flusses in den Río Uruguay, darunter die Isla Brasilera